# Karl-Axel Elmqvist
Karl-Axel Dexter Elmqvist (även stavat Elmquist), född 20 november 1929 i Jönköping, död 2 januari 2023 i Vallentuna, var en svensk pastor.
Karl-Axel Elmquist var son till pastorn Axel Elias Elmquist och Edith Elmquist. Han studerade på North Park College i Chicago 1947–1948 och Teologiska Seminariet i Lidingö 1950–1953. Han var pastor i Boxholm 1953–1956. Han arbetade i Svenska Missionsförbundets Ungdom 1957 och var därefter pastor i Linköping 1957–1960. Från 1960 var han sekreterare och sedan förbundssekreterare i Svenska Missionsförbundets Ungdom.
Mellan 1979 och 1994 var han direktor för Frikyrkan hjälper och efter organisationens namnbyte 1984 generalsekreterare i Diakonia.
Han gifte sig 1957 med Ingrid Elmqvist (född 1934).